# Frank Samuelsen e George Harbo
Frank Samuelsen (Sandefjord, 26 febbraio 1870 – New York, 1946) e 
George Harbo (Farsund, 14 settembre 1864 – Farsund, 1909) sono stati due marinai e pescatori statunitensi, di origine norvegese.
Nel 1896, Samuelsen e Harbo furono i primi ad attraversare l'Oceano Atlantico settentrionale con una barca a remi. Il loro tempo record di 55 giorni è rimasto imbattuto per 114 anni, fino al 2010, quando fu superato da Leven Brown con un equipaggio di quattro persone.

## Contesto

### George Harbo
George Harbo (nato Gottleb Harbo Ragnhildrød) nacque nella comunità di Sandar a Sandefjord (contea di Vestfold) in Norvegia, il 14 settembre del 1864. Era il più anziano dei due, e fu lui a proporre all'amico di remare attraverso l'Oceano Atlantico. Nel 1886, Goerge si era stabilito con la moglie, Anine Brynhildsen, negli Stati Uniti, dove lavorò come marinaio mercantile, pescatore e pilota part-time prima di diventare raccoglitore di vongole con l'amico Frank Samuelsen sulla costa del New Jersey. Dopo la traversata, Harbo riprese a lavorare come pilota portuale a New York, dove morì nel 1908 a causa di una polmonite.

### Frank Samuelsen
Frank Samuelsen (nato Gabriel Samuelsen) nacque il 26 febbraio 1870 a Farsund, città costiera della contea di Vest-Agder in Norvegia. All'età di diciassette anni iniziò la carriera nella marina mercantile, dove venne rapidamente promosso a ufficiale del nostromo. Dopo aver passato sei anni in mare, Frank decise stabilirsi permanentemente a New York, cercando lavoro presso i villaggi di pescatori lungo la costa del New Jersey, dove viveva anche il fratello; lì incontrò e strinse amicizia con George Harbo. Dopo lo scarso successo della traversata, Samuelsen tornò a Farsund per lavorare nella fattoria di famiglia.

## Viaggio
L'ispirazione per il viaggio provenne da Richard Kyle Fox, editore della National Police Gazette dal 1877 fino al 1922, che avrebbe offerto un premio di $10.000 (circa $300.000 nel 2018) ai primi uomini che sarebbero riusciti ad attraversare l'Atlantico a remi. Non esistono fonti contemporanee che confermino che questo denaro sia mai stato effettivamente offerto da Fox o dalla Police Gazette, o che Harbo e Samuelsen si aspettassero di ricevere una somma così consistente. Numerose fonti riportano che gli uomini non erano interessati al denaro, quanto piuttosto al successo che avrebbero incontrato una volta completato il viaggio. Fox e la Police Gazette, comunque, offrirono ai due di portare la "Fox", la barca fatta costruire da Harbo appositamente per la missione, a Bay Ridge, Brooklyn, garantirono la pubblicità dell'impresa sulla Police Gazette e pagarono le spese sostenute dal consolato americano a Le Havre per cibo, vestiario e alloggio temporaneo al raggiungimento del continente. La Gazette fu l'unico giornale disposto a sponsorizzare l'impresa, poiché gli altri la consideravano troppo rischiosa.
Usando i risparmi di una vita, Harbo e Samuelsen avevano investito nella costruzione di una barca a remi in rovere lunga 18 piedi, con rivestimento in cedro resistente all'acqua. All'interno erano presenti un paio di scomparti di galleggiamento a tenuta stagna, due panche per rematori e dei corrimano per aiutarli a raddrizzarsi in caso di ribaltamento (caratteristica che, in mezzo all'oceano, salvò loro la vita). La barca esponeva bandiere americane e fu chiamata "Fox" in onore dell'editore.
Con una bussola, un sestante, una copia del Nautical Almanac, tele cerate e tre serie di remi fissati saldamente al loro posto, Harbo e Samueksen partirono dal The Battery di New York il 6 giugno 1896. Arrivarono cinquantacinque giorni dopo presso le isole Scilly, al largo della punta sud-occidentale della penisola della Cornovaglia in Gran Bretagna.
In onore dei viaggiatori, Richard Fox si imbarcò per Parigi, dove consegnò a entrambi una medaglia d'oro. Samuelsen e Harbo, tuttavia, non ricevettero mai alcun premio in denaro, né riuscirono a guadagnare fama e fortuna: come ricompensa, ottennero solo dieci corone svedesi (circa $165 nel 2019) dal re Oscar II di Svezia.

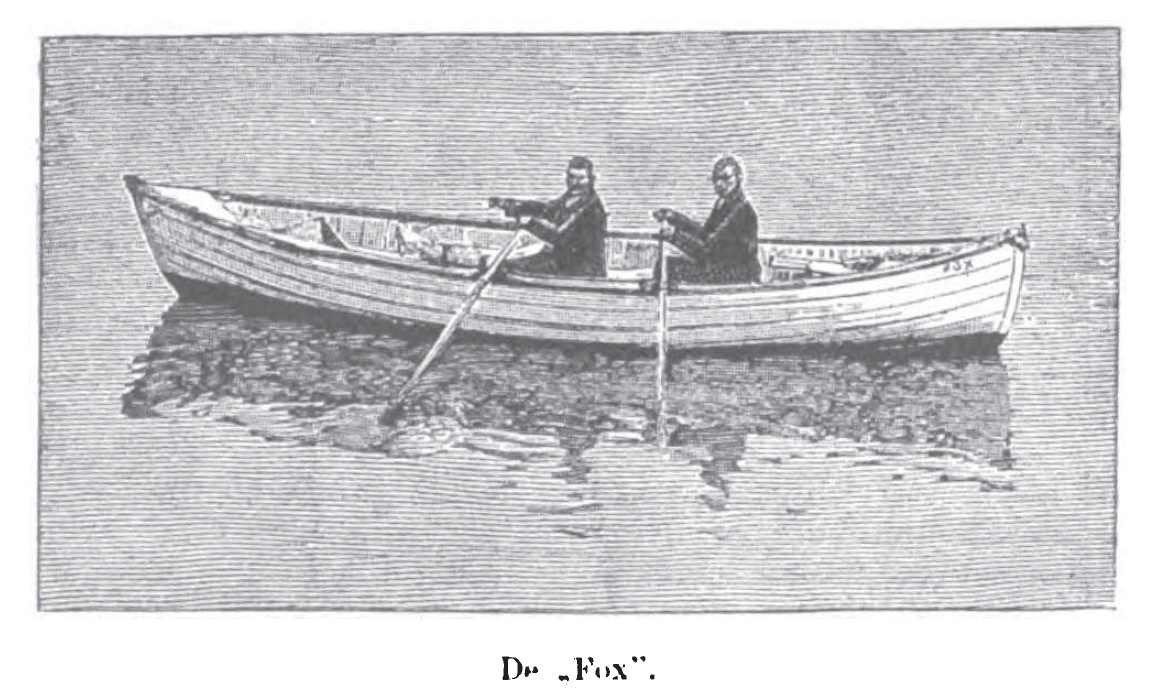
La Fox in viaggio.

Per il viaggio di ritorno, i due caricarono la barca su un piroscafo. Del ritorno si racconta che, quando il piroscafo ebbe esaurito il carbone al largo della costa di Cape Cod, il capitano ordinò che tutti gli oggetti di legno a bordo venissero smontati e bruciati per alimentare il resto del viaggio: Samuelsen e Harbo, a questo punto, avrebbero rilanciato la Fox in acqua, tornando a New York a remi. In realtà, quando il corrispondente del quotidiano Herald incontrò il piroscafo "al molo di Hoboken, le caldaie stavano fumando e Harbo, Samuelson e la Fox erano tutti a bordo". Il giornalista descrisse anche le condizioni della barca, la quale si presentava così segnata dalle intemperie da far sembrare la scialuppa di salvataggio della nave un gigante.
Anche se presto furono completamente dimenticati, il loro record di velocità per la traversata rimase imbattuto per altri 114 anni. Da allora, sono stati diversi i rematori in singolo a tentare la traversata, e il canottaggio oceanico si è trasformato in una sorta di sport estremo.

## Eredità
Il loro diario di bordo e un altro diario dettato da Harbo sono sopravvissuti fino ad oggi come documento della loro impresa, che è stata trasformata in un drammatico resoconto dallo scrittore freelance David W. Shaw nel 1998. Nel 1985 il cantante folk Jerry Bryant scrisse The Ballad of Harbo and Samuelsen, che da allora è stata registrata anche da molti altri artisti tra cui William Pint e Felicia Dale. Il cantante folk norvegese Ingvild Koksvik ha scritto e pubblicato nel 2016 la canzone Gabriel.
Nell'estate del 2010, quattro vogatori - lo skipper Leven Brown (37), Ray Carroll (33), Don Lennox (41) e Livar Nysted (39), sulla barca Artemis Investments - hanno battuto il record stabilito da Samuelsen e Harbo attraversando l'Oceano Atlantico in 43 giorni, 21 ore e 26 minuti. Tuttavia, il record per due persone a remi attraverso l'Atlantico (sulla rotta New York-Isole Scilly) appartiene ancora a Harbo e Samuelson.
Il viaggio di Samuelsen e Harbo è stato il soggetto di un episodio del 2016 del podcast Futility Closet.